# Niki Karimi
Nikki Karimi (en persa: نیکی کریمی‎; nacida el 10 de septiembre de 1971) es una actriz, directora y guionista iraní.

## Biografía

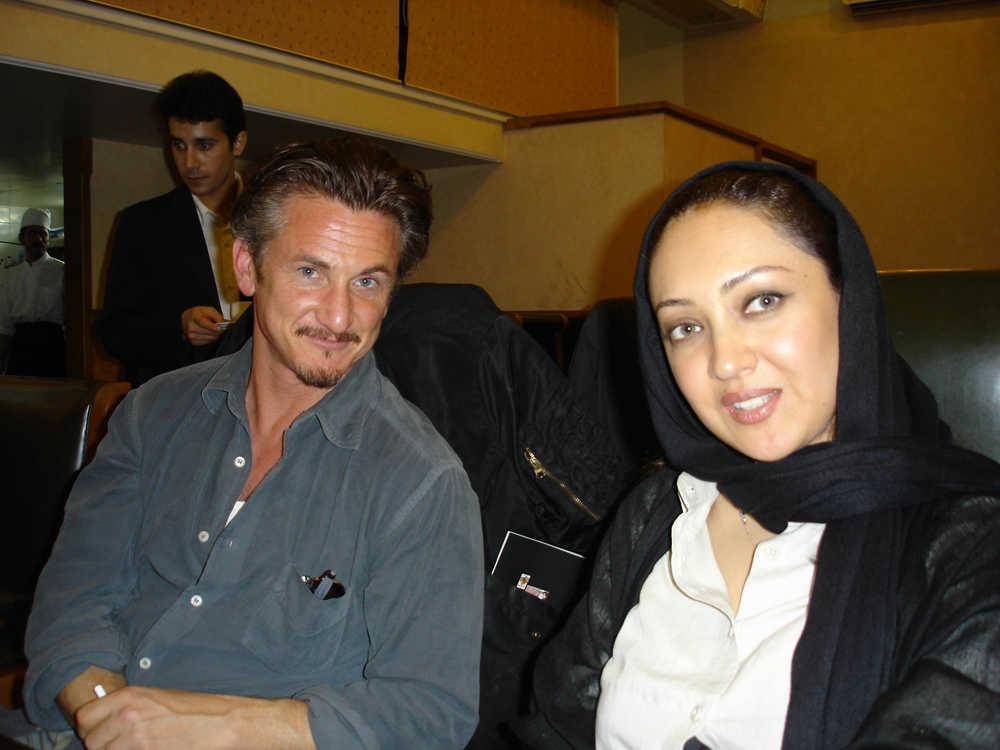
Niki Karimi y Sean Penn

Karimi nació y se crio en Teherán, Irán. Ha estado activa en el teatro desde la escuela primaria, y ha dicho que su temprano interés en el cine y la literatura la inspiraron para convertirse en actriz.

## Carrera
En 1990, fue seleccionada como actriz en la película La Nuera, del director Behrooz Afkhami. 
Ha ganado premios a nivel nacional e internacional por "Sara", tales como el premio a la mejor actriz en el festival de San Sebastián. También ha sido miembro del jurado de festivales de cine como el Festival de Cine de Karlovy Vary, Edinburgh International Film Festival, Festival Internacional de Cine de Locarno, Thessaloniki International Film Festival, Festival de Cine de Berlín y también el 60.º Festival de Cine de Cannes. Fue asistente de Abbas Kiarostami, de 1992 a 2007.
En 2001, ganó su primer premio como directora en el festival de cine Iran's Rain film por su trabajo en la película To Have or Not to Have, que fue producida por el cineasta iraní Abbas Kiarostami.
Nominada en el Festival de Cine de Cannes 2005 por su debut como directora del largometraje One night (2005), dijo que actuar ya no la llenaba y que le gustaría dirigir más películas.
Además de películas, también ha realizado traducciones. En 1999 publicó su primer trabajo de traducción, la biografía de Marlon Brando, Songs My Mother Taught Me, del inglés al persa. También ha traducido dos libros de Hanif Kureishi, escritor pakistaní-inglés.
Su tercera película como directora, Final whistle (2011), ganó tres premios en el Festival Internacional de Cine de Cine Asiático Vesoul en Vesoul, Francia.
Fue galardonada por el jurado del Festival Internacional de Cine de Fajr por su última película como mejor directora, actriz y productora. También recibió un premio del jurado por su actuación en dos películas, Wednesday, May 9 y Death of Fish. Ha sido crítica de Israel por los crímenes cometidos en Gaza.

## Filmografía

### Como directora
| Año  | Título                 | Notas |
| ---- | ---------------------- | --- |
| 2015 | Shift-e Shab           | Premio del jurado Festival Internacional de Cine de Fajr como mejor guionista, directora y productora                           |
| 2011 | Final Whistle          | Tres premios en el Festival Internacional de Cine de Cine Asiático Vesoul, premio a la mejor película festival de cine Mannheim |
| 2006 | A Few Days Later       | Guion ganador del Festival Internacional de Cine de Róterdam Hubert Bals Fund                                                   |
| 2005 | One Night              | Se proyectó en el Festival de Cannes 2005 Un certain regard                                                                     |
| 2001 | To Have or Not to Have | Festival Internacional de Cine de Londres                                                                                       |

### Como actriz
| Año  | Título                      | Director              | Premios                                                                                        |
| ---- | --------------------------- | --------------------- | ---------------------------------------------------------------------------------------------- |
| 2015 | Taken                       | Bijan Mirbagheri      |                                                                                                |
| 2015 | Wednesday, May 9            |                       | diploma de honor del Jurado a la mejor Actriz en el Festival de Cine de Fajr                   |
| 2015 | Death of Fish               |                       | diploma de honor del Jurado a la mejor Actriz en el Festival de Cine de Fajr                   |
| 2014 | I'm His Wife                | Mostafa Shayseh       | Nominada a mejor Actriz en el Festival de Cine de Fajr                                         |
| 2007 | Three Women                 | Manijeh Hekmat        |                                                                                                |
| 2007 | Two Women                   | Siroos Alvand         |                                                                                                |
| 2006 | Unos días más tarde...      | Niki Karimi           |                                                                                                |
| 2002 | The Fifth Reaction          | Tahmineh Milani       | Mejor Actriz en el Festival de Cine de Fajr (2002)                                             |
| 2002 | Gone with the Wind          | Sadra Abdollahi       |                                                                                                |
| 2001 | One Flew Over Cuckoo’s Nest | Ahmad Reza Motamedi   | Mejor Actriz en el Festival de Cine de Fajr (2002)                                             |
| 2000 | The Hidden Half             | Tahmineh Milani       | Mejor Actriz en el Festival de Cine de El Cairo (2001)                                         |
| 1999 | Thousand Woman like Me      | Reza Mir-Karimi       |                                                                                                |
| 1999 | The Burned Generation       | Rassoul Molagholipour |                                                                                                |
| 1998 | The Waiting Girls           | Rahman Rezai          |                                                                                                |
| 1998 | La manzana de Eva           | Saiid Asadi           |                                                                                                |
| 1998 | El actor                    | Mohammad Ali Sadjadi  |                                                                                                |
| 1998 | Dos mujeres                 | Tahmineh Milani       | Mejor Actriz en Taormina Film Fest (1999)                                                      |
| 1997 | Takhti                      | Behrooz Afkhami       |                                                                                                |
| 1997 | Pshyco                      | Dariush Farhang       |                                                                                                |
| 1995 | Minoo's Tower               | Ebrahim Hatamikia     |                                                                                                |
| 1995 | Sombra por sombra           | Ali Jaacán            |                                                                                                |
| 1994 | The Scent of Joseph's Shirt | Ebrahim Hatamikia     |                                                                                                |
| 1993 | Pari                        | Darioush Mehrjouii    |                                                                                                |
| 1992 | Sara                        | Darioush Mehrjouii    | Mejor Actriz en el festival de San Sebastián (1995), y en el Festival de Cine de Nantes (1995) |
| 1991 | Las huellas del lobo        | Massoud Kimiaii       |                                                                                                |
| 1990 | La novia                    | Behrooz Afkhami       | Nominada a mejor actriz en el Festival de Cine de Fajr                                         |
| 1989 | La tentación                | Jamshid Heydari       |                                                                                                |

### Como crítica de cine
| Año  | Título                                                                                        |
| ---- | --------------------------------------------------------------------------------------------- |
| 2016 | Miembro del Jurado en el 35º Festival de Cine de Estambul, Estambul                           |
| 2016 | Miembro del Jurado en el 34º Festival Internacional de Cine de Fayr, Teherán                  |
| 2015 | Miembro del Jurado en el 60.º Festival Internacional de Cine de Valladolid, España            |
| 2015 | Miembro del Jurado en 19 de Tallin Black Nights Film Festival, Tallin                         |
| 2015 | Miembro del Jurado en 10 de Batumi Internacional de Arte-la casa del Festival de Cine, Batumi |
| 2015 | Miembro del Jurado en el 33º Festival Internacional de Cine de Fayr, Teherán                  |
| 2014 | Miembro del Jurado en el 20 Festival Internacional de Cine de Kolkata, India                  |
| 2014 | Miembro del Jurado en 68 Edinburgh International Film Festival, Edimburgo                     |
| 2014 | Miembro del Jurado en el 4th International Parvin E'tesami Festival de Cine, Teherán          |
| 2014 | Miembro del Jurado en 12 de Pune Festival Internacional de Cine, la India                     |
| 2013 | Miembro del Jurado en 27 de Isfahan Niños Festival de Cine, Isfahán                           |
| 2012 | Miembro del Jurado en el Festival de Cine de Abu Dhabi                                        |
| 2011 | Miembro del Jurado en el Internacional de Antalya Naranja de Oro del Festival de Cine de      |
| 2009 | Miembro del Jurado en Karlovy Vary International Film Festival                                |
| 2008 | Miembro del Jurado en el Festival Internacional de Cine de Dubái                              |
| 2007 | Miembro del Jurado en el Festival de Cine de Berlín                                           |
| 2007 | Miembro del Jurado en el Festival de Cine de Cannes                                           |
| 2007 | Miembro del Jurado en el Festival Internacional de Cine de Durban                             |
| 2006 | Presidente del Jurado en Reykjavik Festival Internacional de Cine de                          |
| 2005 | Miembro del Jurado en el Festival Internacional de Cine de Locarno                            |
| 2005 | Miembro del Jurado en el Festival de Cine de Tesalónica                                       |

## Premios y distinciones
Festival Internacional de Cine de San Sebastián
| Año  | Categoría                         | Película | Resultado |
| ---- | --------------------------------- | -------- | --------- |
| 1993 | Concha de Plata a la mejor Actriz | Sara     | Ganadora  |

- Mejor Actriz, El Cairo Festival Internacional De Cine (2001)[20]
- Mejor Actriz, Festival Tres Continentes  Nantes (1992)[1]